# Peter Friedrich Röding
Peter Friedrich Röding (1767 — 1846) foi um malacologista que viveu em Hamburgo e se distinguiu no estudo dos gastrópode marinhos. Foi o principal autor do catálogo de uma importante colecção de conchas, publicado em 1798 com o título de Museum Boltenianum sive Catalogus cimeliorum e tribus regnis naturae. Pars secunda contens Conchylia… Hamburg. Originalmente destinado a promover a venda da colecção, o catálogo descreve com justeza taxonómica diversas espécies novas, razão pela qual, depois de um período de esquecimento que durou até 1925, ano em que William Healey Dall (1845-1927) o redescobriu, foi aceite como primeira descrição de diversos taxa de moluscos, actualmente creditadas como da autoria de Röding. 

## Biografia
A biografia de Röding é mal conhecida.